# Al Malagim (huyện)
Huyện Al Malagim là một huyện thuộc tỉnh Al Bayda', Yemen. Đến thời điểm năm 2003, huyện này có dân số 29573 người